# Ґамсберзький цинковий рудник
Ґамсберзький цинковий рудник (Gamsberg zinc mine) — велике свинцево-цинкове родовище колчеданного типу в ПАР.

## Історія
Відкрите у 1974 р. при розвідці баритових і залізних руд, які виявлені у 1954 р.

## Характеристика
Приурочене до моноклінальної структури, яка укладена ґнейсами, кристалічними сланцями, залізистими кварцитами, мармурами і амфіболітами нижнього протерозою. Свинцево-цинкові рудні тіла узгоджено залягають з вмісними породам, мають пласто- та лінзоподібну форму, разом з покладами бариту і залізистих кварцитів складають пластоподібну рудну зону потужністю 9-30 м довжиною 4,5 км. Рудні мінерали — сфалерит, ґаленіт. У меншій кількості присутні пірит, халькопірит і арсенопірит. Жильні мінерали представлені кварцом і баритом. Загальні запаси руди 145 млн т (вміст Zn 7,2%, Pb 0,55%).

## Технологія розробки
В кінці ХХ ст. розроблялося підземним способом гірничорудними компаніями Newmont South Africa та O'okiep Copper Comp. Виробнича потужність збагачувальної фабрики 350 тис.т цинкового концентрату.